# Agapetus yasensis
Agapetus yasensis là một loài Trichoptera trong họ Glossosomatidae. Chúng phân bố ở miền Cổ bắc.